# Severino Cavone
Severino Cavone – noto anche come Sabino Cavone – (Bari, 4 novembre 1923 – Bari, 6 giugno 1976) è stato un calciatore italiano, di ruolo ala destra.

## Caratteristiche tecniche
Era un'ala destra di valore, pronto allo scatto e bravo tecnicamente, potente in zona tiro.

## Carriera
Crebbe nel vivaio del Bari e debuttò in prima squadra in Serie B, a poco più di diciotto anni nella vittoriosa trasferta di Alessandria (1-0) del 22 marzo 1942.  Maturò atleticamente in prestito al Lecce dove collezionò poche presenze in Serie C, ma segnò ben 6 goal.
Esordì in massima serie con i galletti il 4 novembre 1945 (propriò il giorno del suo 22º compleanno), in Bari-Fiorentina (1-0) segnando la bella rete della vittoria. Quindi disputò in massima serie cinque stagioni.
Divenne uomo-goal del Bari nel primo campionato di A del dopoguerra, segnando il primo goal all'Atalanta. Memorabile una sua doppietta a San Siro contro il Milan.
Nel 1947 Vittorio Pozzo lo convocò in Nazionale per il match amichevole contro la Cecoslovacchia, giocato proprio a Bari. Cavone però non poté parteciparvi in seguito ad un grave infortunio subìto in un incontro precedente, il 2 novembre del '47 contro il Modena.
Cercò di riprendersi da quel brutto infortunio ma non fu più quello di prima.
Congedato dall'A.S. Bari nel 1952, continuò poi a giocare con il Palo del Colle in Prima Divisione.
Smessa del tutto l'attività sportiva, diresse una drogheria nel rione Libertà di Bari.
Morì tragicamente nel giugno del 1976 all'età di 52 anni, a causa di una caduta da un albero di ciliegie.
Negli anni 2010, su iniziativa congiunta dell'Unione Nazionale Veterani dello Sport e del comune di Bari gli viene intitolata una delle salite dello Stadio San Nicola.

## Palmarès

### Club

#### Competizioni nazionali
- Serie B: 1

Bari: 1941-1942
- Serie C: 1

Lecce: 1942-1943